# Lucien Fromage
Pour les articles homonymes, voir Fromage (homonymie).
Alexandre Lucien Fromage, né le 20 mai 1820 à Lisieux et mort le 3 mars 1893 à Darnétal, est un manufacturier et homme politique français.

## Biographie
Fils d'un fabricant en toile, Lucien Fromage arrive à Rouen en 1837 avec son expérience de tisserand rural et entre comme contremaître chez « Jeuffroy et Huet », fabricants de bretelles à Darnétal. Il met au point un métier mécanique pour couvrir le latex filé de coton ou de soie.
Promu directeur en 1842, il rachète la maison Huet dix ans plus tard, qui devient alors la société « Lucien Fromage et Cie ». Il rachète ses concurrents : Capron en 1855, puis Baron en 1860.

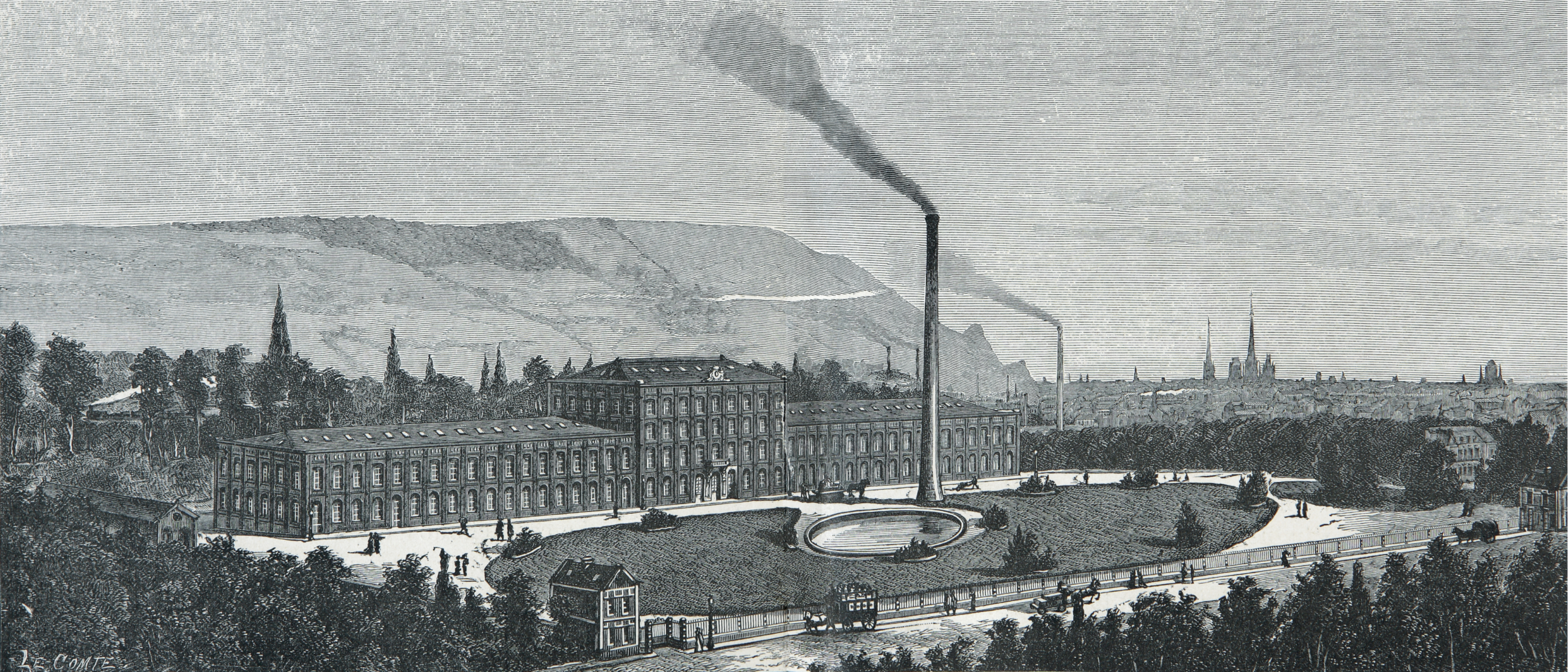
Vue cavalière de l'usine de Darnétal (1885).

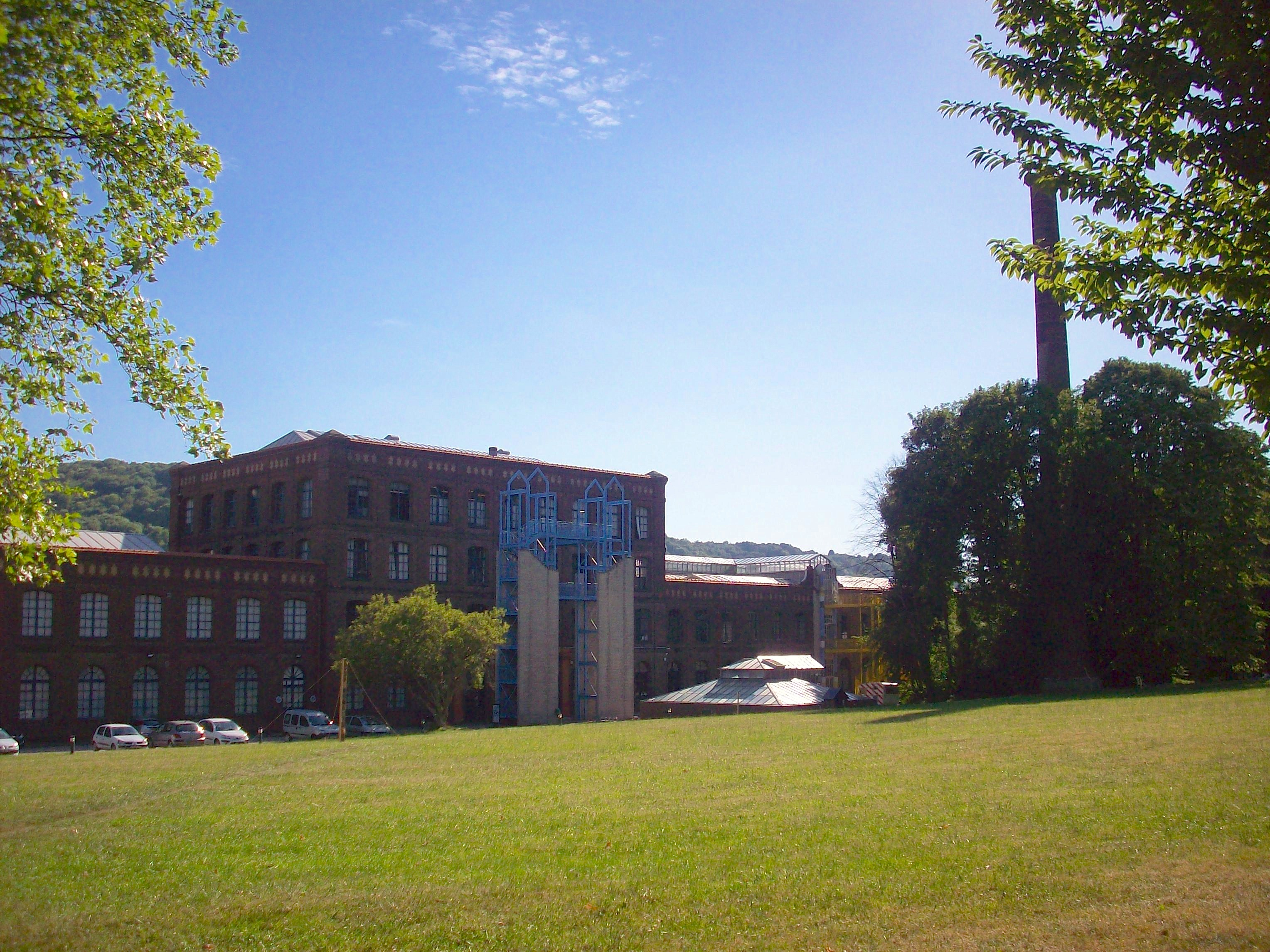
L'ancienne usine Fromage, devenue l'École nationale supérieure d'architecture de Normandie

Il représente à lui seul la moitié de la production de tissu de bretelles et jarretières à Rouen. Le chiffre d'affaires de son entreprise s'élève à 1 800 000 francs par an, et 60 % de sa production est exportée. Il est l'inventeur d'une partie des machines qui fonctionnent dans son usine, comme son métier à tisser. En 1868, il est relevé posséder 30 métiers rue des Petites-Eaux à Rouen et 430 à Darnétal.
Pendant la guerre de 1870, Lucien Fromage met un point d’honneur à faire fonctionner ses ateliers. À la sortie de la guerre, l’entreprise Fromage est constituée de trois établissements. Il conçoit alors le projet d’élever une grande usine, dont les plans sont sa réalisation. La construction commence dès 1875 avec l’aile gauche et se terminera en 1880. Cette usine fonctionne à la vapeur, d'où la présence d'une cheminée. Le bâtiment mesure 162 mètres de long, 24 mètres de large et 16 mètres de hauteur. L’usine s'organise autour de trois étages carrés en brique rouge couverts d’ardoise, qui constitue le corps central, duquel viennent se greffer deux ailes qui longent le Robec. Elle est édifiée sur un terrain de 2,5 ha acquis en 1867, ancien corps de ferme dite « Croix d’Alouette ». Sur ce terrain sont édifiés l'usine, la maison du directeur et le reste compose un parc.
En 1885, il est délégué adjoint à la commission française d'organisation et président du Jury des récompenses de la classe 32 à l'exposition universelle d'Anvers. Il avait été à plusieurs reprises récompensé lors des précédentes expositions : Londres (1851 et 1862), Porto (1869), Paris (1867), Vienne (1873), Paris (1878) et de Melbourne (1880).
Il a été décoré de la croix de la Légion d'honneur en 1886.
À sa mort, l’affaire de Lucien Fromage est reprise par ses fils Albert (1843-1904) et Georges (1852–1940) et devient « Fromages frères ». À la fin du XIXe siècle, l'usine Fromage et le tissage Sauvage établi dans le quartier Saint-Sever à Rouen, produisent près de la moitié des tissus élastiques fabriqués en France. Georges Fromage s'associe en 1901 à son gendre le capitaine Auguste Boyer-Vidal (1871-1938), puis aux fils et gendre de ce dernier, Raymond Boyer-Vidal (1901-1970) et René Marc (1896-1973), son propre gendre, en 1926. En 1957, le tissage produit cinq millions de mètres de tissus élastiques par an. L'usine ayant fermé en 1976, l'atelier de fabrication abrite aujourd'hui l'École nationale supérieure d'architecture de Normandie et une annexe des archives départementales de Seine-Maritime.

## Mandats et actions politiques
- Conseiller municipal[Quand ?] de Darnétal pendant 26 ans
- Adjoint au maire[Quand ?] de Darnétal pendant 7 ans
- Maire provisoire[Quand ?] de Darnétal pendant 3 ans
- Commissaire cantonal et membre du conseil d’arrondissement de Rouen. Son action a mis en échec le projet de la ville de Rouen de capter les sources du Robec en 1864.

## Distinction
Chevalier de la Légion d'honneur (1886)

## Ouvrages
- Transport maritime des trains de chemin de fer, Darnétal, Fruchart, 1858, 5 p. (OCLC 457447459)
- Ouverture d'une large voie de communication traversant la ville de Darnétal dans toute sa longueur, Darnétal, Fruchart, 1861, 8 p. (OCLC 457447417)
- Distribution d'eau dans la ville de Rouen : opposition au projet de la ville dans l'intérêt des riverains de Robec et d'Aubette, Rouen, Imprimerie de E. Cagniard, 1865, 20 p. (lire en ligne)
- Projet pratique d'une souscription nationale, soumis à l'Assemblée nationale, le 22 janvier 1872, Rouen, Imprimerie de E. Cagniard, 1872, 6 p. (lire en ligne)
- Aperçu de ce que doit être la souscription nationale pour arriver à payer l'indemnité de guerre due à l'Allemagne, Rouen, Imprimerie de E. Cagniard, 1872, 7 p. (lire en ligne)
- La Tour de Carville et urgence de sa restauration, 1866.

## Sources
- ENSAN, Carnet de visite à l'usine Fromage de Darnétal. Darnétal, Centre de documentation ENSAN, 2009.